# Hreljin
Hreljin és una vila de l'oest de Croàcia que es troba al Comtat de Primorje – Gorski Kotar, ben a prop de la badia de Bakar, i pertany al municipi de Bakar. El seu patró és Sant Jordi.